# Franc Temlin
Franc Temlin (tudi Ferenc Temlin), slovenski evangeličanski duhovnik in pisatelj, * konec 17. stoletja, Krajna, † 18. stoletje (?).

## Življenje in delo
O njegovem izvoru je malo podatkov. Iz Kuzmičevega predgovora izvemo, da je bil rojen na Krajni, Vilko Novak  pa na podlagi priimka predvideva, da je izviral iz plemiške družine Temlin, ki je v obdobju  med 17. in 19. stoletjem prebivala v Prekmurju. Temlin je študiral na univerzi v Halleju (vpisan leta 1714). V okviru pietističnega gibanja med evropskimi protestanti s središčem v Halleju je za Slovence med Muro in Rabo po madžarskem prevodu in nemškem izvirniku priredil Luthrov Mali katekizem in ga z naslovom Mali Katechismus, touje tou krátki návuk vöre kerschanszke dávno nigda... izdal v prekmurščini. Izšel je leta 1715 v Halleju. Mali Katechismus je prva knjiga, ki je napisana v prekmurščini. Pred izidom knjige je v pismu prijateljem pietistom opisal duhovno potrebo slovenskega ljudstva, ki ni imelo knjig in učenih mož.
Temlin je začetnik prekmurske književnosti. Spodbujal je prekmurske protestantske in katoliške pisce, naj čim več pišejo v domačem jeziku.